# Kuningan Timur
Kuningan Timur is een plaats (wijk) - (kelurahan) in het bestuurlijke gebied Setiabudi (Setia Budi), Jakarta Selatan (Zuid-Jakarta) in de provincie Jakarta, Indonesië. De plaats telt 11.574 inwoners (volkstelling 2010).